# Deep Space 1
Deep Space 1 ([Дип Спэйс Уан], «Дальний Космос-1») — экспериментальная автоматическая межпланетная станция (АМС), запущенная 24 октября 1998 года ракетой-носителем «Дельта-2» как часть программы НАСА «Новое Тысячелетие». Основной целью полёта было испытание двенадцати образцов новейших технологий, способных значительно снизить стоимость и риски космических проектов.
Эти образцы включали в себя:
- Ионный двигатель электростатического типа (ионизированный газ разгоняется в электростатическом поле, создавая реактивную тягу).
- Autonav — автономная система навигации, сводящая к минимуму необходимость корректировки движения аппарата с Земли, а также способная наводить на цели фотоаппаратуру зонда.
- Remote agent — программное обеспечение, способное к самотестированию и самовосстановлению после сбоев.
- SDST (Small, Deep-Space Transponder) — миниатюризованная система дальней радиосвязи.
- MICAS (Miniature Integrated Camera And Spectrometer) — малогабаритная, лёгкая видеосистема, объединяющая цифровую фотокамеру и спектрометр.
- PEPE (Plasma Experiment for Planetary Exploration) — интегрированный массив научных инструментов для изучения космической плазмы, солнечного ветра, электромагнитных полей и заряженных частиц.
- SCARLET (Solar Concentrator Array of Refractive Linear Element Technologies) — лёгкие и эффективные солнечные батареи.
- Эксперимент «Beacon Monitor» — аппарат посылал сигналы только о своём общем состоянии, сокращая стоимость наземных операций[3].

Аппарат «Deep Space 1» успешно выполнил основную цель полёта и начал выполнение дополнительных задач: сближение с астероидом Брайль и кометой Борелли, передав на Землю значительный объём ценных научных данных и изображений. Программа «Deep Space 1» была признана оконченной 18 декабря 2001 года.

## Технологии

### Автономная навигация Autonav
Система автономной навигации Autonav, разработанная в Лаборатории реактивного движения NASA, работает с изображениями известных ярких астероидов. Астероиды во внутренней части Солнечной системы перемещаются относительно других тел с известными и предсказуемыми скоростями. Поэтому космический аппарат может определить их относительное положение путём отслеживания подобных астероидов на фоне звезд, которые, в используемом масштабе времени, считаются неподвижными. Два или более астероида позволяют аппарату вычислить свою позицию при помощи триангуляции; две или более позиции во времени позволяют КА определить свою траекторию. Состояние КА отслеживается по его взаимодействию с передатчиками Deep Space Network (DSN), действующими обратно Глобальной системе позиционирования (GPS). Однако, отслеживание при помощи DSN требует множества подготовленных операторов, а сеть DSN перегружена, поскольку используется в качестве сети связи. Использование системы Autonav снижает стоимость миссий и требования к DSN.
Система автономной навигации Autonav может использоваться и в обратную сторону, для отслеживания расположения тел относительно КА. Это используется для наведения на цель инструментов для научных исследований. В программу аппарата внесено очень грубое определение местоположения цели. После начальной настройки, Autonav удерживает объект в поле видимости, попутно управляя положением КА. Следующим космическим аппаратом, использовавшим Autonav, был «Deep Impact».

### IPS (ионная двигательная установка)
IPS, предоставленный проектом NSTAR (NASA Solar Technology Application Readiness), использует полый катод для получения электронов для ионизации ксенона при столкновении. Система NSTAR / IPS состоит из 30-сантиметрового толкателя ионов ксенона, системы подачи ксенона (XFS), блока обработки данных силы (PPU), и блока цифрового управления и интерфейса (DCIU).
В ионизатор подаётся топливо, которое само по себе нейтрально, но при бомбардировании высокоэнергетическими электронами ионизируется. Таким образом, в камере образуется смесь из положительных ионов и отрицательных электронов. Для «отфильтровывания» электронов в камеру выводится трубка с катодными сетками, которая притягивает к себе электроны. Положительные ионы притягиваются к системе извлечения, состоящей из двух или трёх сеток. Между сетками поддерживается большая разница электростатических потенциалов (до 1280 Вольт). В результате попадания ионов между сетками, они разгоняются и выбрасываются в пространство, ускоряя корабль, согласно третьему закону Ньютона. Электроны, пойманные в катодную трубку, выбрасываются из двигателя под небольшим углом к соплу и потоку ионов. Это делается, во-первых, для того, чтобы корпус корабля оставался нейтрально заряженным, а во-вторых, чтобы ионы, «нейтрализованные» таким образом, не притягивались обратно к кораблю.
Минусом является низкая тяга, которая составляла от 19 мН при минимальной мощности до 92 мН на максимальной. Это не позволяет использовать двигатель для старта с планеты, но, с другой стороны, в условиях невесомости, при достаточно долгой работе двигателя, есть возможность разогнать космический аппарат до скоростей, недоступных сейчас никаким другим из существующих видов двигателей.